# Heinrich Mercy
Heinrich Mercy (n. 26 septembrie 1826, Heidelberg, Marele Ducat de Baden – d. 26 august 1912, Graz, Austro-Ungaria) a fost un librar și editor german de carte din Praga, precum și fondator și editor al ziarului Prager Tagblatt.

## Formarea profesională și cariera
Heinrich Mercy s-a născut la Heidelberg și s-a dedicat comerțului cu cărți încă de la o vârstă fragedă. El și-a petrecut ucenicia în Marele Ducat de Baden, la Offenburg și Heidelberg. În 1845 a venit pentru prima dată, pentru o perioadă scurtă de timp, la Praga, unde a lucrat la Calve'schen Buchhandlung. A continuat să studieze și să călătorească în sudul Germaniei și Austria, trecând prin orașele Karlsruhe, Innsbruck și Viena și ajungând în cele din urmă în Italia. În Verona, unde a condus filiala Münster'schen Buchhandlung, a învățat să aprecieze nu numai literatura italiană și pe cea franceză, ci și „flexibilitatea mediteraneană și grația spiritului”. La începutul anilor 1850 s-a întors la Praga.
Împreună cu un prieten, a achiziționat librăria succesorilor lui Mayregg și a devenit unicul proprietar al companiei în 1853, după ce a obținut cetățenia austriacă. El a reușit foarte curând să-i ofere companiei o foarte mare popularitate și un renume. Datorită contactului permanent cu clienții săi, el a dobândit o înțelegere a intereselor și nevoilor intelectuale și, pe baza acestor experiențe, a elaborat planul de înființare a unui ziar inovator.

## Fondarea ziaruluiPrager Tagblatt

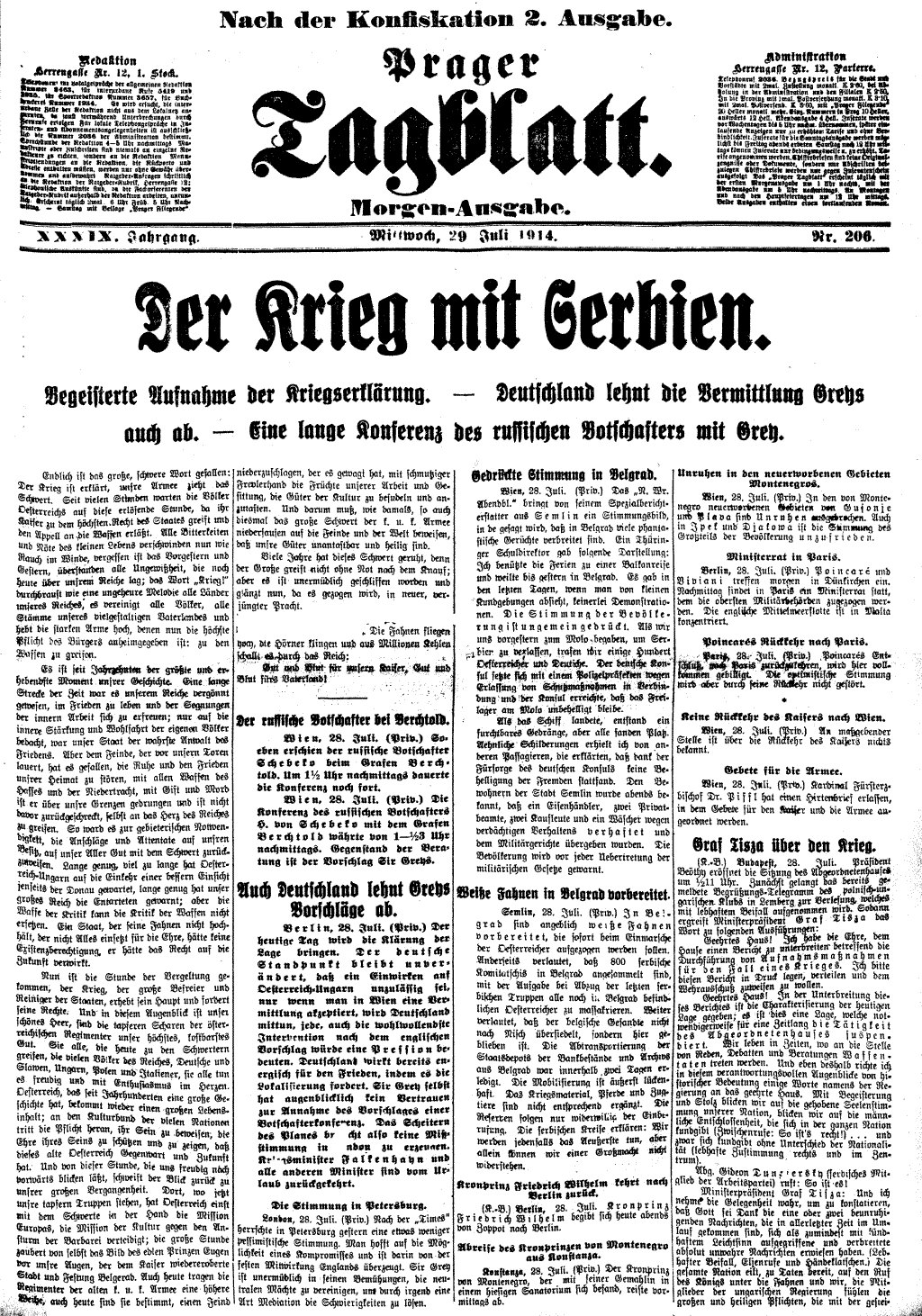
Prager Tagblatt - ediția de dimineață din 29 iulie 1914

La mijlocul secolului al XIX-lea, „oameni mici” erau practic excluși din presă. Tipărirea unui ziar era extrem de costisitoare, funcția comercială a ziarelor nefiind încă dezvoltată. Ziarele aveau exclusiv un public înstărit și cu influență în plan social. Cu toate acestea, Heinrich Mercy a creat un ziar care era accesibil pentru toată lumea, fiind finanțat prin publicitate și neavând nevoie de sprijinul cititorilor: acesta a fost Mercysche Anzeiger, fondat în 1854. Statul absolutist austriac nu a privit cu ochi buni presa după Revoluția din 1848 și a încercat să cenzureze textele publicate și să suprataxeze publicitatea. 
Mercysche Anzeiger care devenise de atunci foarte popular a trebuit să-și întrerupă activitatea din motive financiare. Heinrich Mercy și-a dat seama că nu avea nici o șansă să editeze un ziar independent, dar a găsit o cale prin care să tipărească numai trei ori pe săptămână un ziar numit  Prager Morgenpost, a fondat și a afișa o parte să se stabilească. Cu toate acestea, acest plan a fost împiedicat de cenzura austriacă strictă care a impus o taxă de timbru. 
În consecință, Heinrich Mercy a fost forțat să renunțe la ideea unui ziar accesibil întregii populații, dar nu și la ideea tipăririii unui ziar. El a transformat „Morgenpost” într-un ziar politic de succes cu tendințe liberale. Această evoluție pozitivă s-a încheiat, cu toate acestea, după ce situația politică din Boemia s-a complicat prin introducerea Constituției din februarie 1861. 
Sub conducerea fiului său, Dr. Wilhelm Mercy, Prager Tagblatt a devenit cel mai mare cotidian liberal-democrat german din Boemia și a fost considerat unul dintre cele mai bune cotidiane de limbă germană din lume, având redactori renumiți precum Karl Tschuppik, Max Brod și Rudolf Thomas.

## Editor al arhiducelui austriac Ludwig Salvator de Austria-Toscana
Heinrich și Wilhelm Mercy au fost cei mai importanți editori ai importantului explorator mediteranean austriac, arhiducele Ludwig Salvator de Austria-Toscana, și i-au editat scrierile în perioada 1870-1916 (ultimul volum Auslug- und Wachttürme Mallorcas a fost publicat postum). Lucrările publicate anonim de Mercy - în contrast cu cele publicate de editura lui Leo Woerl – la Mila anonim publicat de piese au fost majoritatea produse într-un maxim de 1000 de exemplare splendide, în conformitate cu instrucțiunile arhiducelui, fiind trimise membrilor casei imperiale, nobilimii austriece, oamenilor de știință internaționali, instituțiilor de cercetare, bibliotecilor și universităților. Artistul praghez Bedřich Havránek și gravorii în lemn Johann Šimáně și Johann Jass au realizat decorațiunile artistice ale acestor cărți.
Următoarele cărți ale lui Ludwig Salvator au fost editate la Praga de Mercy:
- Die Serben an der Adria. 1870–1878
- Der Golf von Buccari-Porto Rè. 1871 (dedicată împărătesei Elisabeta a Austro-Ungariei)
- Levkosia, Hauptstadt von Cypern. 1873
- Yachtreise in die Syrten. 1874
- Einige Worte über die Kaymenen. 1875
- Eine Spazierfahrt im Golfe von Korinth. 1876 (dedicată prințului moștenitor Rudolf)
- Eine Blume aus dem goldenen Land oder Los Angeles. 1878
- Die Karawanenstrasse von Ägypten nach Syrien. 1879
- Um die Welt ohne zu wollen. 1881
- Bizerta und seine Zukunft. 1881
- Hobarttown
- die Hauptstadt von Tasmanien. 1886
- Lose Blätter aus Abazia. 1886
- Die Liparische Inseln. 1893–1896
- Schiffbruch oder ein Sommernachtstraum. 1894
- Columbretes. 1895
- Benzert. 1897
- Cannosa. 1897
- Alboran. 1898
- Ustica. 1898
- Bougie
- die Perle Nord-Afrikas. 1899
- Die Insel Giglio. 1900
- Panorama von Alexandrette. 1901
- Sommertage auf Ithaka. 1903
- Zante. 1904
- Wintertage auf Ithaka. 1905
- Catalina Homar. 1905
- Über den Durchstich der Landenge von Stagno. 1906
- Parga. 1907
- Anmerkungen über Levkas. 1908
- Die Felsenfesten Mallorcas - Geschichte und Sage. 1910
- Der Kanal von Calamotta. 1910
- Einiges über Weltausstellungen. 1911
- Porto Pi - In der Bucht von Palma. 1914
- Lieder der Bäume - Winterträumereien in meinem Garten in Ramleh. 1914
- Zärtlichkeits-Ausdrücke und Koseworte in der friaulischen Sprache. 1915
- Auslug- und Wachttürme Mallorcas. 1916 (publicată postum).

## Viața particulară
Heinrich Mercy nu s-a considerat o persoană publică pe parcursul vieții. Din căsătoria lui cu Rosa Mercy (n. 1858) a avut trei copii: succesorul lui Heinrich Mercy și proprietarul ziarului Prager Tagblatt, consilierul imperial Wilhelm, Mathilde, care va deveni mai târziu soția avocatului și muzicologului Ritter von Belsky, și Emmy. Familia locuia aproape de zona Hradčany din Praga în fostul palat al lui Albrecht Hložek von Žampach, o clădire renascentistă renovată în stil baroc la sfârșitul secolului al XVII-lea și care adăpostește astăzi reședința ambasadorului Austriei la Praga. La vârsta de șaptezeci și unu de ani, Heinrich Mercy s-a mutat la Graz, unde a și murit. Heinrich Mercy era un individ privat.